# Masanhoewon-gu
Masanhoewon-gu là một quận của thành phố Changwon, Hàn Quốc.

## Liên kết
- Văn phòng quận Hoiwon Lưu trữ ngày 19 tháng 2 năm 2013 tại archive.today